# Ash & Ice
Ash & Ice è il quinto album in studio del gruppo indie rock The Kills, pubblicato nel giugno 2016.

## Tracce
1. Doing It to Death – 4:07
2. Heart of a Dog – 3:46
3. Hard Habit to Break – 3:52
4. Bitter Fruit – 4:14
5. Days of Why and How – 4:32
6. Let It Drop – 3:15
7. Hum for Your Buzz – 3:17
8. Siberian Nights – 4:53
9. That Love – 2:33
10. Impossible Tracks – 3:41
11. Black Tar – 3:52
12. Echo Home – 5:06
13. Whirling Eye – 3:34

## Formazione
- Alison "VV" Mosshart — voce
- Jamie "Hotel" Hince — chitarre, voce, drum programming, basso

Altri musicisti
- Dean Fertita — pianoforte nella traccia 9
- Homer Steinweiss — batteria nelle tracce 1, 2, 4, 8, 11 e 13

Produzione e crediti
- Jamie Hince — produttore
- John O'Mahony — co-produttore